# Sérvia nos Jogos Olímpicos de Verão de 2008
A Sérvia participou dos Jogos Olímpicos de Verão de 2008, em Pequim, na China. O país estreou nos Jogos em 1912 e esta foi sua 2ª apresentação. Atletas sérvios também integraram as delegações da Iugoslávia (entre 1920 e 1988 e entre 1996 e 2002), Atletas Olímpicos Independentes (1992) e da Sérvia e Montenegro (em 2004 e 2006).

## Medalhas
| Atleta | Esporte                                                                                             | Evento                    | Medalha |
| --- | --------------------------------------------------------------------------------------------------- | ------------------------- | ------- |
| Milorad Čavić | Natação                                                                                             | 100 m borboleta masculino | Prata   |
| Novak Đoković | Tênis                                                                                               | Simples masculino         | Bronze  |
| \| Denis Šefik Andrija Prlainović Živko Gocić Vanja Udovičić Dejan Savić Duško Pijetlović Nikola Rađen \| Filip Filipović Aleksandar Ćirić Aleksandar Šapić Vladimir Vujasinović Branko Peković Slobodan Soro \| | Polo aquático                                                                                       | Masculino                 | Bronze  |
| Denis Šefik Andrija Prlainović Živko Gocić Vanja Udovičić Dejan Savić Duško Pijetlović Nikola Rađen | Filip Filipović Aleksandar Ćirić Aleksandar Šapić Vladimir Vujasinović Branko Peković Slobodan Soro |                           |         |

## Desempenho

### Atletismo
Masculino
| Atletas           | Evento                | Preliminares | Preliminares | Semifinal   | Semifinal   | Final       | Final       |
| Atletas           | Evento                | Marca        | Posição      | Marca       | Posição     | Marca       | Posição     |
| ----------------- | --------------------- | ------------ | ------------ | ----------- | ----------- | ----------- | ----------- |
| Goran Nava        | 1500 metros           | 3m42s92      | 36º          | Não avançou | Não avançou | Não avançou | Não avançou |
| Predrag Filipović | 20 km marcha atlética |              |              |             |             | 1h28m15s    | 41º         |
| Nenad Filipović   | 50 km marcha atlética |              |              |             |             | 4h02m16s    | 30º         |
| Asmir Kolašinac   | Arremesso de peso     | 19,01m       | 33º          |             |             | Não avançou | Não avançou |
| Dragutin Topić    | Salto em altura       | 2,25m        | 17º          |             |             | Não avançou | Não avançou |

Feminino
| Atletas           | Evento              | Preliminares | Preliminares | Final         | Final         |
| Atletas           | Evento              | Marca        | Posição      | Marca         | Posição       |
| ----------------- | ------------------- | ------------ | ------------ | ------------- | ------------- |
| Olivera Jevtić    | Maratona            |              |              | Não completou | Não completou |
| Ivana Španović    | Salto em distância  | 6,30 m       | 30º          | Não avançou   | Não avançou   |
| Biljana Topić     | Salto triplo        | 14,14m       | 13º          | Não avançou   | Não avançou   |
| Tatjana Jelača    | Lançamento de dardo | Sem marca    | Sem marca    | Não avançou   | Não avançou   |
| Dragana Tomašević | Arremesso de disco  | 60,19m       | 13º          | Não avançou   | Não avançou   |

### Ciclismo de estrada
Masculino
| Atleta            | Evento             | Final              | Final   |
| Atleta            | Evento             | Tempo              | Posição |
| ----------------- | ------------------ | ------------------ | ------- |
| Ivan Stević       | Corrida em estrada | 6h35m44s (+11m55s) | 66º     |
| Nebojša Jovanović | Corrida em estrada | 6h49m59s (+26m10s) | 84º     |

### Futebol
Masculino
| Equipe | Equipe | Fase de grupos                                                    | Fase de grupos | Quartas                | Semifinal              | Final                  | Pos. |
| Equipe | Equipe | Adversário e resultado                                            | Pos.           | Adversário e resultado | Adversário e resultado | Adversário e resultado | Pos. |
| --- | --- | ----------------------------------------------------------------- | -------------- | ---------------------- | ---------------------- | ---------------------- | ---- |
| Vladimir Stojković Saša Stamenković Marko Jovanović Aleksandar Kolarov Gojko Kačar Slobodan Rajković Duško Tošić Nenad Tomović Predrag Pavlović | Milan Smiljanić Nikola Gulan Dušan Tadić Ljubomir Fejsa Aleksandar Živković Zoran Tošić Đorđe Rakić Miljan Mrdaković Andrija Kaluđerović | AUS Austrália E 1-1 CIV Costa do Marfim D 2-4 ARG Argentina D 0-2 | 4º (Gr. A)     | Não avançou            | Não avançou            | Não avançou            | 12º  |

### Lutas
Greco-romana masculino
| Atleta         | Evento | Preliminar                   | Oitavas de final          | Quartas de final         | Semifinal              | Repescagem 1ª rodada      | Repescagem 2ª rodada      | Final                  | Final       |             |
| Atleta         | Evento | Adversário e resultado       | Adversário e resultado    | Adversário e resultado   | Adversário e resultado | Adversário e resultado    | Adversário e resultado    | Adversário e resultado | Pos.        |             |
| -------------- | ------ | ---------------------------- | ------------------------- | ------------------------ | ---------------------- | ------------------------- | ------------------------- | ---------------------- | ----------- | ----------- |
| Kristijan Fris | -55 kg | UKR Y. Koval V 6-4, 1-2, 3-1 | RUS N. Mankiev D 0-4, 0-6 |                          |                        | UZB I. Hafizov V 4-0, 1-1 | IRI H. Sourian D 0-5, 1-1 | Não avançou            | Não avançou |             |
| Davor Štefanek | -60 kg |                              |                           | UZB D. Aripov D 1-1, 1-3 | Não avançou            | Não avançou               | Não avançou               | Não avançou            | Não avançou | Não avançou |

### Natação
Masculino
| Atleta(s)         | Evento          | Eliminatórias | Eliminatórias | Semifinal   | Semifinal   | Final       | Final            |
| Atleta(s)         | Evento          | Tempo         | Posição       | Tempo       | Posição     | Tempo       | Posição          |
| ----------------- | --------------- | ------------- | ------------- | ----------- | ----------- | ----------- | ---------------- |
| Radovan Siljevski | 200 m livre     | 1m50s25       | 40º           | Não avançou | Não avançou | Não avançou | Não avançou      |
| Milorad Čavić     | 100 m livre     | 48s15         | 6º            | Não largou  | Não largou  | Não avançou | Não avançou      |
| Milorad Čavić     | 100 m borboleta | 50s76 (OR)    | 1º            | 50s92       | 1º          | 50s59 (ER)  | Medalha de prata |
| Ivan Lenđer       | 100 m borboleta | 53s41         | 40º           | Não avançou | Não avançou | Não avançou | Não avançou      |
| Vladan Marković   | 200 m borboleta | 2m03s12       | 43º           | Não avançou | Não avançou | Não avançou | Não avançou      |
| Čaba Silađi       | 100 m peito     | 1m02s31       | 40º           | Não avançou | Não avançou | Não avançou | Não avançou      |

Feminino
| Atleta(s)             | Evento       | Eliminatórias | Eliminatórias | Semifinal   | Semifinal   | Final       | Final       |
| Atleta(s)             | Evento       | Tempo         | Posição       | Tempo       | Posição     | Tempo       | Posição     |
| --------------------- | ------------ | ------------- | ------------- | ----------- | ----------- | ----------- | ----------- |
| Miroslava Najdanovski | 50 m livre   | Não largou    | Não largou    | Não avançou | Não avançou | Não avançou | Não avançou |
| Miroslava Najdanovski | 100 m livre  | 56s50         | 38º           | Não avançou | Não avançou | Não avançou | Não avançou |
| Milica Ostojić        | 200 m livre  | 2m03s19       | 40º           | Não avançou | Não avançou | Não avançou | Não avançou |
| Marica Stražmešter    | 100 m costas | 1m03s56       | 40º           | Não avançou | Não avançou | Não avançou | Não avançou |
| Nađa Higl             | 100 m peito  | 1m13s19       | 43º           | Não avançou | Não avançou | Não avançou | Não avançou |
| Nađa Higl             | 200 m peito  | 2m32s78       | 33º           | Não avançou | Não avançou | Não avançou | Não avançou |

### Polo aquático
Masculino
| Equipe | Fase de Grupos                                                                                      | Fase de Grupos | Quartas-de-final       | Disputa do 5º ao 12º lugares | Semifinal                 | Final                                    | Pos.              |
| Equipe | Adversário e resultado                                                                              | Pos.           | Adversário e resultado | Adversário e resultado       | Adversário e resultado    | Adversário e resultado                   | Pos.              |
| --- | --------------------------------------------------------------------------------------------------- | -------------- | ---------------------- | ---------------------------- | ------------------------- | ---------------------------------------- | ----------------- |
| Denis Šefik Andrija Prlainović Živko Gocić Vanja Udovičić Dejan Savić Duško Pijetlović Nikola Rađen Filip Filipović Aleksandar Ćirić Aleksandar Šapić Vladimir Vujasinović Branko Peković Slobodan Soro | GER Alemanha V 11-7 CRO Croácia D 8-11 USA Estados Unidos V 4-2 CHN China V 15-5 ITA Itália D 12-13 | 3º (Gr. B)     | ESP Espanha V 9-5      |                              | USA Estados Unidos D 5-10 | Decisão do 3º lugar MNE Montenegro V 6-4 | Medalha de bronze |

### Remo
Masculino
| Equipe                    | Evento   | Eliminatórias | Eliminatórias | Repescagem | Repescagem | Quartas | Quartas | Semifinal | Semifinal | Final   | Final                |
| Equipe                    | Evento   | Tempo         | Posição       | Tempo      | Posição    | Tempo   | Posição | Tempo     | Posição   | Tempo   | Posição (Pos. final) |
| ------------------------- | -------- | ------------- | ------------- | ---------- | ---------- | ------- | ------- | --------- | --------- | ------- | -------------------- |
| Goran Jagar Nikola Stojić | Dois sem | 6m46s71       | 2º S A/B      |            |            |         |         | 6m38s96   | 4º FB     | 6m49s12 | 1º (7º)              |

Feminino
| Equipe        | Evento        | Eliminatórias | Eliminatórias | Repescagem | Repescagem | Quartas | Quartas  | Semifinal | Semifinal | Final   | Final                |
| Equipe        | Evento        | Tempo         | Posição       | Tempo      | Posição    | Tempo   | Posição  | Tempo     | Posição   | Tempo   | Posição (Pos. final) |
| ------------- | ------------- | ------------- | ------------- | ---------- | ---------- | ------- | -------- | --------- | --------- | ------- | -------------------- |
| Iva Obradović | Skiff simples | 7m49s13       | 2º Q          |            |            | 7m39s16 | 3º S A/B | 7m52s39   | 5º FB     | 7m53s83 | 5º (11º)             |

### Tênis
Masculino
| Atleta                       | Evento  | Fase de 64                | Fase de 32                              | Fase de 16                 | Quartas                        | Semifinais                   | Final                                        | Final             |
| Atleta                       | Evento  | Adversário e resultado    | Adversário e resultado                  | Adversário e resultado     | Adversário e resultado         | Adversário e resultado       | Adversário e resultado                       | Posição           |
| ---------------------------- | ------- | ------------------------- | --------------------------------------- | -------------------------- | ------------------------------ | ---------------------------- | -------------------------------------------- | ----------------- |
| Novak Đoković                | Simples | USA R. Ginepri V 6-4, 6-4 | GER R. Schuettler V 6-4, 6-2            | RUS M. Youzhny V 7-63, 6-3 | FRA G. Monfils V 4-6, 6-1, 6-4 | ESP R. Nadal D 4-6, 6-1, 4-6 | Disputa pelo bronze USA J. Blake V 6-3, 7-64 | Medalha de bronze |
| Janko Tipsarević             | Simples | ESP D. Ferrer V 7-6, 6-2  | BEL O. Rochus D 6-75, 3-2, ab.          | Não avançou                | Não avançou                    | Não avançou                  | Não avançou                                  | Não avançou       |
| Novak Đoković Nenad Zimonjić | Duplas  |                           | CZE M. Damm - P. Vizner D 6-3, 0-6, 2-6 | Não avançou                | Não avançou                    | Não avançou                  | Não avançou                                  | Não avançou       |

Feminino
| Atleta          | Evento  | Fase de 64              | Fase de 32                   | Fase de 16                  | Quartas                       | Semifinais             | Final                  | Final       |
| Atleta          | Evento  | Adversário e resultado  | Adversário e resultado       | Adversário e resultado      | Adversário e resultado        | Adversário e resultado | Adversário e resultado | Posição     |
| --------------- | ------- | ----------------------- | ---------------------------- | --------------------------- | ----------------------------- | ---------------------- | ---------------------- | ----------- |
| Jelena Janković | Simples | ZIM C. Black V 6-3, 6-3 | UKR A. Bondarenko V 7-5, 6-1 | SVK D. Cibulkova V 7-5, 6-1 | RUS D. Safina D 2-6, 7-5, 3-6 | Não avançou            | Não avançou            | Não avançou |

### Tênis de mesa
Masculino
| Atleta(s)              | Evento     | Preliminar             | 1ª etapa                                          | 2ª etapa                                                   | 3ª etapa               | 4ª etapa               | Quartas                | Semifinais             | Final                  |
| Atleta(s)              | Evento     | Adversário e resultado | Adversário e resultado                            | Adversário e resultado                                     | Adversário e resultado | Adversário e resultado | Adversário e resultado | Adversário e resultado | Adversário e resultado |
| ---------------------- | ---------- | ---------------------- | ------------------------------------------------- | ---------------------------------------------------------- | ---------------------- | ---------------------- | ---------------------- | ---------------------- | ---------------------- |
| Aleksandar Karakašević | Individual |                        | TUR C. Zeng V 4-1 (11-8, 13-11, 11-7, 9-11, 11-1) | SWE J. Persson D 2-4 (8-11, 11-8, 10-12, 11-8, 8-11, 7-11) | Não avançou            | Não avançou            | Não avançou            | Não avançou            | Não avançou            |

### Tiro
Masculino
| Atleta              | Evento                 | Qualificação | Qualificação | Final       | Final       | Posição |
| Atleta              | Evento                 | Placar       | Posição      | Placar      | Total       | Posição |
| ------------------- | ---------------------- | ------------ | ------------ | ----------- | ----------- | ------- |
| Damir Mikec         | Pistola de ar 10 m     | 580          | 14º          | Não avançou | Não avançou | 14º     |
| Damir Mikec         | Pistola livre 50 m     | 599          | 8º           | 96,8        | 655,8       | 7º      |
| Nemanja Mirosavljev | Carabina de ar 10 m    | 593          | 17º          | Não avançou | Não avançou | 17º     |
| Nemanja Mirosavljev | Carabina deitado 50 m  | 590          | 33º          | Não avançou | Não avançou | 33º     |
| Nemanja Mirosavljev | Carabina três posições | 1165         | 20º          | Não avançou | Não avançou | 20º     |
| Stevan Pletikosić   | Carabina de ar 10 m    | 595          | 8º           | 102,7       | 697,7       | 7º      |
| Stevan Pletikosić   | Carabina deitado 50 m  | 594          | 10º          | Não avançou | Não avançou | 10º     |
| Stevan Pletikosić   | Carabina três posições | 1168         | 11º          | Não avançou | Não avançou | 11º     |

Feminino
| Atleta            | Evento                 | Qualificação | Qualificação | Final       | Final       | Posição |
| Atleta            | Evento                 | Placar       | Posição      | Placar      | Total       | Posição |
| ----------------- | ---------------------- | ------------ | ------------ | ----------- | ----------- | ------- |
| Lidija Mihajlović | Carabina de ar 10 m    | 394          | 20º          | Não avançou | Não avançou | 20º     |
| Lidija Mihajlović | Carabina três posições | 586          | 4º           | 100         | 686         | 7º      |
| Jasna Šekarić     | Pistola de ar 10 m     | 384          | 6º           | 96,9        | 480,9       | 6º      |
| Jasna Šekarić     | Pistola livre 25 m     | 578          | 21º          | Não avançou | Não avançou | 21º     |

### Voleibol
Masculino
| Equipe | Fase de Grupos | Fase de Grupos | Quartas de final                                               | Semifinal              | Final                  | Pos. |
| Equipe | Adversário e resultado | Pos.           | Adversário e resultado                                         | Adversário e resultado | Adversário e resultado | Pos. |
| --- | --- | -------------- | -------------------------------------------------------------- | ---------------------- | ---------------------- | ---- |
| Nikola Kovačević Dejan Bojović Novica Bjelica Bojan Janić Vlado Petković Marko Samardžić Nikola Grbić Miloš Nikić Andrija Gerić Ivan Miljković Saša Starović Marko Podraščanin | RUS Rússia D 1 - 3 (25-20; 21-25; 22-25; 14-25) BRA Brasil D 1 - 3 (27-25; 20-25; 17-25; 21-25) POL Polônia D 1 - 3 (29-31; 25-22; 22-25; 21-25) GER Alemanha V 3 - 1 (25-21; 27-25; 24-26; 25-23) EGY Egito V 3 - 0 (25-16; 25-13; 25-17) | 4º (Gr. B)     | USA Estados Unidos D 2 - 3 (25-20; 23-25; 25-21; 18-25; 12-15) | Não avançou            | Não avançou            | 5º   |

Feminino
| Equipe | Fase de Grupos | Fase de Grupos | Quartas de final                       | Semifinal              | Final                  | Pos. |
| Equipe | Adversário e resultado | Pos.           | Adversário e resultado                 | Adversário e resultado | Adversário e resultado | Pos. |
| --- | --- | -------------- | -------------------------------------- | ---------------------- | ---------------------- | ---- |
| Jelena Nikolić Jovana Brakočević Ivana Đerisilo Nataša Krsmanović Brižitka Molnar Jovana Vesović Maja Ognjenović Vesna Čitaković Maja Simanić Sanja Malagurski Stefana Veljković Suzana Ćebić | KAZ Cazaquistão V 3 - 1 (25-21; 25-17; 23-25; 25-21) ALG Argélia V 3 - 0 (25-14; 25-13; 25-13) BRA Brasil D 0 - 3 (15-25; 13-25; 23-25) ITA Itália D 0 - 3 (23-25; 20-25; 19-25) RUS Rússia D 0 - 3 (21-25; 16-25; 20-25) | 4º (Gr. B)     | CUB Cuba D 0 - 3 (24-26; 19-25; 24-26) | Não avançou            | Não avançou            | 5º   |

Legenda
| Recorde mundial      | Recorde mundial (World record)               |                       | Recorde africano                      | Recorde africano (African) |                                           | Q | Classificado por posição (Qualified) |
| Recorde olímpico     | Recorde olímpico (Olympic record)            | Recorde da América    | Recorde da América (Americas)         | q                          | Classificado por melhor tempo (Qualified) |   |                                      |
| Melhor marca do ano  | Melhor marca do ano (World leading)          | Recorde asiático      | Recorde asiático (Asian)              | DNS                        | Não largou (Did not start)                |   |                                      |
| Recorde nacional     | Recorde nacional (National record)           | Recorde europeu       | Recorde europeu (European)            | DNF                        | Não terminou (Did not finish)             |   |                                      |
| Recorde pessoal      | Recorde pessoal do atleta (Personal best)    | Recorde da Oceania    | Recorde da Oceania (Oceania)          | DSQ / DQ                   | Desclassificado (Disqualified)            |   |                                      |
| Recorde da temporada | Recorde da temporada do atleta (Season best) | Recorde sul-americano | Recorde sul-americano (South America) | NM                         | Sem marca (No mark)                       |   |                                      |

### Remo
| S | Classificado(a) para as semifinais |    |                        | FA | Final A (disputa de medalhas) |  |  | FD | Final D (sem medalhas) |
| Q | Classificado(a) para as quartas    | FB | Final B (sem medalhas) | FE | Final E (sem medalhas)        |  |  |    |                        |
| R | Classificado(a) para a repescagem  | FC | Final C (sem medalhas) | FF | Final F (sem medalhas)        |  |  |    |                        |